# Futrinka utca
A Futrinka utca színes, magyar televíziós bábfilmsorozat, amely a Mi újság a Futrinka utcában? című sorozat folytatása, és Magyar Televízióban készült 1979-ben.

## Alkotók
- Írta: Bálint Ágnes
- Rendezte: Szabó Attila
- Zenéjét szerezte: Bergendy István
- Vezető operatőr: Abonyi Antal
- Operatőr: Kalmár András, Szalai Z. László, Szirmai Béla
- Hang: Tóbel Béla
- Vágó: Balázsi Zsuzsa
- Báb- és díszlettervező: Lévai Sándor
- Bábszínészek: Csepeli Péter, Kovács Enikő, Kovács Klára, Peharcz Imre
- Bábkellék: Selmeczy Anikó
- Fővilágosító: Tréfás Imre
- Építész: Polgár Béla
- Műszaki vezető: Ambrusán János
- Rögzítés vezető: Pap András
- Asszisztens: Frankó Zsuzsa, Réti Kata
- Rendezőasszisztens: Östör Zsuzsa
- Felvételvezetők: Bánhalmi Anna, Csillag Zoltán
- Gyártásvezető: Singer Dezső

- A műsor kivitelezésében közreműködött az MTV Makett- és bábkészítő műhelye
- Készítette a Magyar Televízió

## Szereplők
| Szereplő        | Bábszínész         | Magyar hang        |
| --------------- | ------------------ | ------------------ |
| Buksi           | Havas Gertrúd      | Havas Gertrúd      |
| Cicamica        | Szöllősy Irén      | Szöllősy Irén      |
| Morzsa          | Simándi József     | Simándi József     |
| Sompolyogi      | Bölöni Kiss István | Bölöni Kiss István |
| Rókica          | Meixler Ildikó     | Meixler Ildikó     |
| August papagáj  | N/A                | Csákányi László    |
| Augusta papagáj | N/A                | Tábori Nóra        |
| Nyúlkalapos     | N/A                | Horváth Gyula      |
| Egerentyűné     | Balogh Klári       | Balogh Klári       |
| Egerentyű Edina | N/A                | Pogány Judit       |
| Egerentyű Edgár | N/A                | Paudits Béla       |
| Napos idő hölgy | N/A                | Báró Anna          |
| Esős idő férfi  | N/A                | Bencze Ferenc      |
| Liba Leontin    | N/A                | Schubert Éva       |
| Boxer Kristóf   | N/A                | Képessy József     |
| Boxer Bagó      | N/A                | Harkányi Endre     |
| Egerentyű       | N/A                | Gálvölgyi János    |
| Hintaló         | N/A                | Bánhidi László     |
| Kacsa Karola    | N/A                | Pogány Margit      |
| Tyúkanyó        | Kovács Enikő       | Kovács Enikő       |
| Kandúr Károly   | N/A                | Elekes Pál         |
| Sün Sámuel      | Csepeli Péter      | Csepeli Péter      |

## Epizódok
A bábfilmsorozatot 2005-ben és 2009-ben DVD-n is a Mokép, majd 2011-ben az MTVA forgalmazásában kiadták, de a 13 részből csak 8 részt adtak ki színesen.
| # | Cím                  | Premier           |
| --- | -------------------- | ----------------- |
| 1. | A kóbor eb           | 1980. április 6.  |
| Esős napra ébrednek a Futrinka utca lakói. Azonban a legnagyobb problémát nem az időjárás, hanem egy kóbor kiskutya megjelenése okozza. Vajon kinek is kéne befogadnia a vacogó állatot?                                                                  |                      |                   |
| 2. | A szájkosár          | 1980. április 19. |
| Morzsa sétálni megy Buksival, hátha így az unatkozó kiskutya nem okoz több kárt. Útközben azonban nem bír vele, ami súlyos következményeket von maga után. Cicamica viszont bízik abban, hogy Buksi előbb-utóbb megtanul hallgatni a szép szóra.          |                      |                   |
| 3. | Tanuljunk házőrzést  | 1980. április 7.  |
| Cicamica arra kéri Morzsát, tanítsa meg a házőrzésre Buksit. A kiskutya annyira komolyan is veszi a tanulást, hogy ámulatba ejti mesterét és a környéken is megóvja a bajtól.                                                                             |                      |                   |
| 4. | A sas                | 1980. április 26. |
| A csaholó Buksi zavarja a Futrinka utca lakóinak nyugalmát. Kivételesen Cicamica sem tud segíteni abban, mikor is kéne egy kutyának ugatnia. Morzsa pártfogásába veszi a kutyust.                                                                         |                      |                   |
| 5. | Rókica               | 1980. április 12. |
| A felnőttek nem tudnak foglalkozni az unatkozó Buksival. Így a kiskutya gödröket ás, ezzel kárt okozva. Szerencséjére Sompolyogihoz éppen akkor érkezik vendégségbe az unokahúga.                                                                         |                      |                   |
| 6. | Az edzett eb         | 1980. május 2.    |
| Morzsa edzett kutyát szeretne nevelni Buksiból. A napi mozgást még a szakadó eső ellenére sem mondja le, így mindketten bőrig áznak. |                      |                   |
| 7. | Az őrző-védő kalap   | 1980. május 10.   |
| Nyúl kalapjaira veszély leselkedik és a tapasztalt házőrzőtől kér segítséget. Morzsa helyett azonban Buksi vállalja magára ezt a feladatot, de a veszély nem várt formában jön el.                                                                        |                      |                   |
| 8. | Tájékozódó futás     | 1980. május 17.   |
| Morzsa a tájékozódó futást gyakorolja Buksival. A Sompolyogiéknál sülő kolbásza illata viszont eltereli a kiskutya figyelmét és azt hiszi, a sportolás után majd neki is jutni fog a finom falatokból.                                                    |                      |                   |
| 9. | De jó vicc!          | 1980. május 24.   |
| Morzsa nagytakarítást végez és bevásárolni is elmegy. Rókica meg szeretné tréfálni az idős kutyát és Buksit is beszervezi. A tréfát csak ők ketten tartják viccesnek és úgy hiszik, senki sem sejtette meg a titkukat.                                    |                      |                   |
| 10. | Nyuszibaba           | 1980. május 31.   |
| Rókica folyamatosan a legújabb játékaival dicsekszik Buksinak. Cicamica és Morzsa szeretnék boldognak látni Buksit, de ezzel a hencegéssel nehezen tudnak versenybe szállni. Ám néha egy hencegő is egyedül maradhat...                                   |                      |                   |
| 11. | Rókavadászok         | 1980. június 7.   |
| Morzsának vendégi vannak, régi cimborája, Boxer Kristóf és a fia, Bagó látogatja meg. Cicamica már előre örül, amiért így Buksinak akad majd egy játszótársa. Egy nála kisebb játszótársat azonban nehezen tud elviselni, mert eközben más barát is akad. |                      |                   |
| 12. | Ezüstpenész          | 1980. június 14.  |
| Buksi minden, keze ügyébe kerülő dologgal játszik, nem törődve vele, hogy ezzel másoknak gondokat okoz. Igyekszik helyrehozni a tévedéseit, de Cicamicát komolyan megbántja.                                                                              |                      |                   |
| 13. | Morzsa kutya díványa | 1980. június 21.  |
| Morzsa kutya készül kitapétázni otthonát, eközben kirakja az udvarra a díványát. Az ugrálásra is alkalmas tárgy Rókicát és Buksit is felvillanyozza. Jókedvük nem tart sokáig, mert egy rugó kiszakítja a bútorhuzatot.                                   |                      |                   |